# Baldwin Locomotive Works

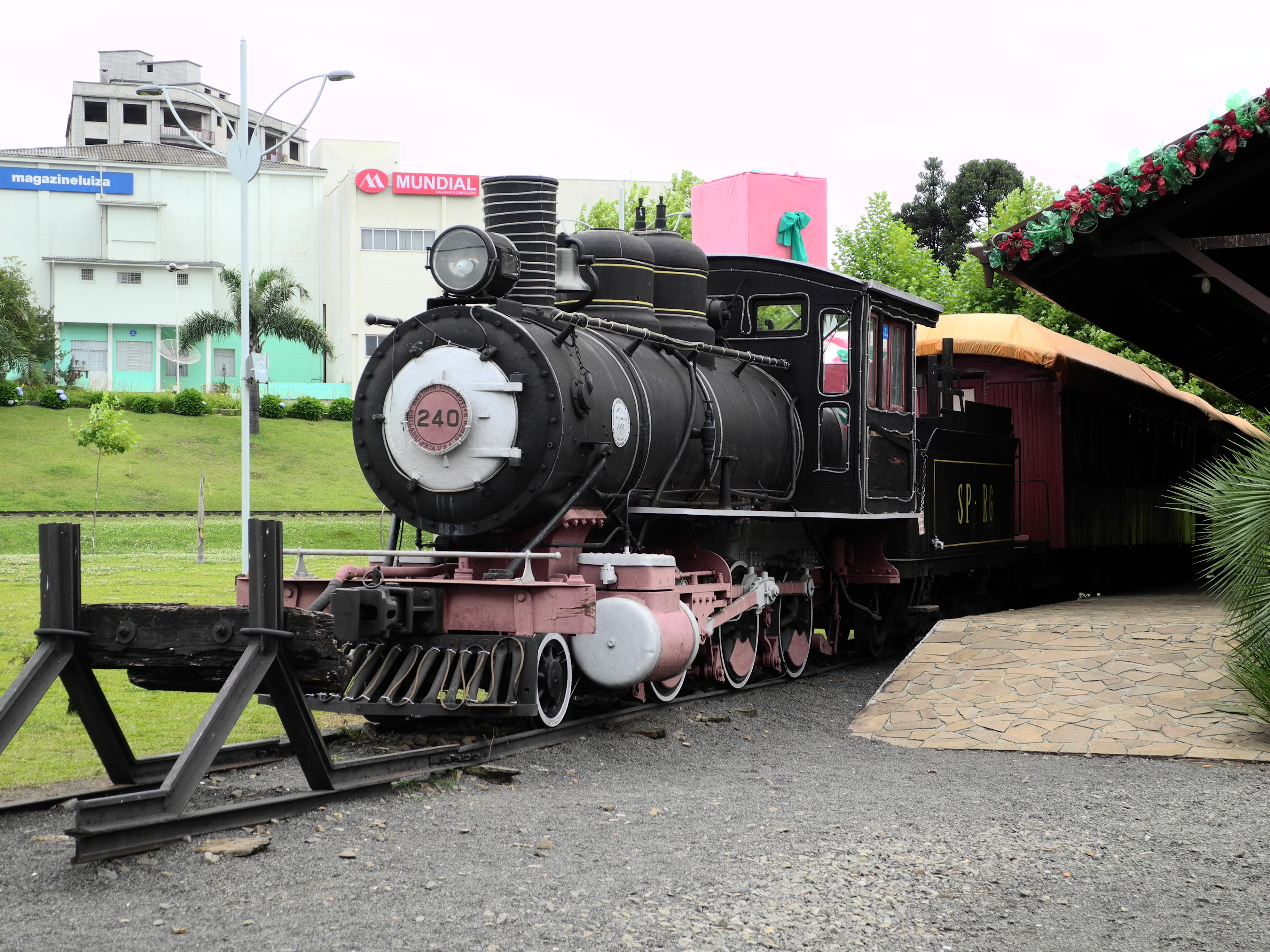
Locomotiva Baldwin, no Museu do Contestado, em Caçador, Santa Catarina

A Baldwin Locomotive Works foi uma fabricante norte-americana de veículos ferroviários. Maior produtor de locomotivas a vapor do mundo, construiu também locomotivas elétricas e diesel-elétricas. Suas operações estavam localizadas na Filadélfia e em Eddystone, ambas na Pensilvânia.
Em 1929 a Baldwin adquiriu a Whitcomb, buscando diversificar a linha de produção. Entre 1931 e 1940 operou como Whitcomb Locomotive Works, uma subsidiária da Baldwin Locomotive Works. Em 1940 assume definitivamente a empresa passando a operar como uma divisão da Baldwin, a Whitcomb Locomotive Company.

## Brasil
No Brasil são registradas 84 locomotivas diesel-elétricas de fabricação Baldwin:
- 5 AS-616E da RVPSC
- 20 AS-616E da EFCB
- 12 AS-616 da EFCB
- 15 Baldwin-Whitcomb (center-cab) da EFS
- 2 Baldwin-Whitcomb (center-cab) da EFVM
- 15 Baldwin-Whitcomb (end-cab) da Cearense
- 15 Baldwin-Whitcomb (end-cab) da VFFLB

Também são encontradas locomotivas a vapor como a que está em exposição no museu do Algodão em Campina Grande (PB) modelo 55359 fabricada em 1922. 
Na cidade de Vassouras (RJ), encontra-se um modelo 10055 - fabricado em Junho de 1889.
É possível que ainda existam pequenas locomotivas manobreiras compradas por indústrias.

## Prémios
- Medalha Elliott Cresson1907[3]